# Extreem ultraviolet

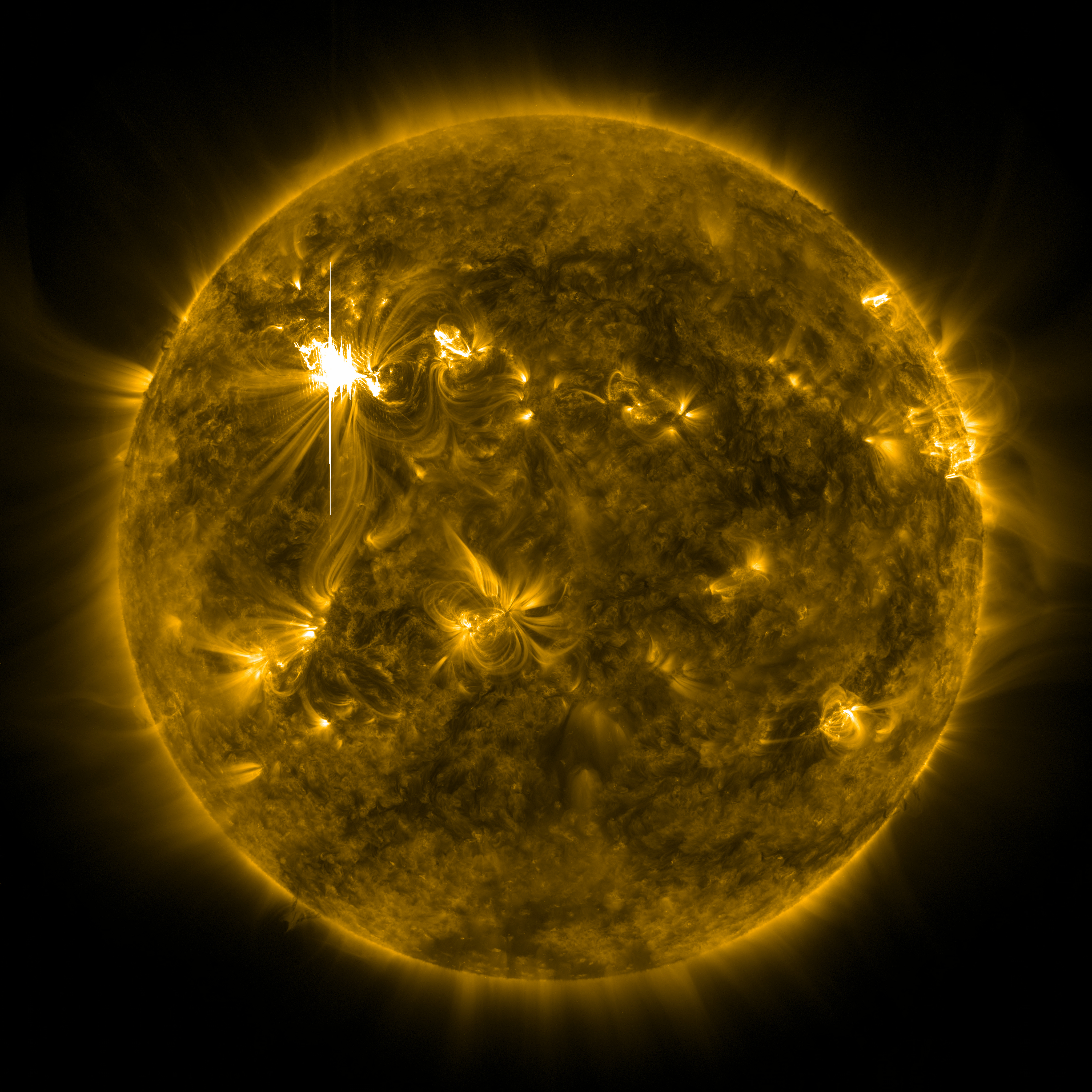
Opname van de zon bij 17,1 nm door Solar Dynamics Observatory.

Extreem ultraviolet is straling met een golflengte van 124 nm tot 10 nm. Extreme ultraviolet straling (EUV, ook XUV) of hoge energie ultraviolet straling is (volgens de Wet van Planck) een foton met energieën van 10 eV tot 124 eV (respectievelijk overeenkomend met 121 nm tot 10 nm).
Natuurlijke EUV wordt gegenereerd door de corona van de zon, kunstmatige door plasmabronnen.